# Allium machmelianum
Allium machmelianum är en amaryllisväxtart som beskrevs av George Edward Post. Allium machmelianum ingår i släktet lökar, och familjen amaryllisväxter.
Artens utbredningsområde är Syrien. Inga underarter finns listade i Catalogue of Life.